# 丰塔内拉托
丰塔内拉托（義大利語：Fontanellato），是意大利帕尔马省的一个市镇。总面积53平方公里，人口7017人，人口密度132.4人/平方公里（2009年）。ISTAT代码为034015。